# ヱトウ南海堂
合資会社ヱトウ南海堂（エトウなんかいどう）は、大分県大分市に本社を置き、CD・DVD等の音楽映像関連製品の小売業を営む企業である。

## 沿革
創業者である江藤茂が出身地の大分県佐伯市で創業。正確な時期は不明であるが、1926年（大正15年）に撮影した写真にレコードが写っていることや、店舗やレコードについて記された1932年（昭和7年）の資料が残っていること等から、大正中期頃に開業したと考えられている。その際、佐伯市が県南の旧南海部郡に位置することから「南海」を屋号とした。
その後、兄弟が店を分ける形で大分市及び別府市に移転。別府市には兄の茂が遅くとも1932年（昭和7年）までに移転し、1934年（昭和9年）には中浜筋に出店。1949年（昭和24年）に別府市駅前本町に移転した。
一方、大分市には茂の弟が移転。1931年（昭和6年）に中央町商店街（現在のセントポルタ中央町）に出店した。後にミュージックETOに店名を変更したが、2006年（平成18年）9月10日に閉店。店舗があったビルは自己所有で、ミュージックETOの閉店後は居酒屋等に賃貸されていた。
別府市のヱトウ南海堂は駅前本町で営業を続けていたが、2018年（平成30年）8月15日に別府市での営業を終了。大分市のミュージックETO跡に移転し、同年8月20日にプレオープンし、8月21日に正式に営業を開始した。店内には、別府時代の店舗を訪れたMr.Childrenの桜井和寿や指原莉乃らがサインしたガラス窓が飾られている。